# Дэвис, Эмили
Сара Эмили Дэвис — английская феминистка и суфражистка, а также пионерка кампании за права женщин на образование в университете. Была соучредителем и одной из первых управляющих Гёртон-колледжа Кембриджского университета — первого колледжа в Англии, открывшего двери для женщин.

## Биография
Дэвис родилась в Карлтон-Кресент, Саутгемптон, Англия, в семье евангельского священника и учителя, хотя большую часть своей юности она провела в Гейтсхеде, где её отец, Джон Д. Дэвис, был ректором.
У Дэвис возникло искушение заняться медициной. Она написала статью «Женщины-врачи» для феминистического Английского женского журнала в мае 1860 года и «Медицина как профессия для женщин» в 1862 году. Кроме того, она «очень поддерживала» свою подругу Элизабет Гаррет в её медицинских исследованиях.

## Права женщин
После смерти отца в 1862 году Дэвис переехала в Лондон, где стала редактором Английского женского журнала и подружилась с защитниками прав женщин Барбарой Бодишон, Элизабет Гаррет Андерсон и её младшей сестрой Миллисент Фосетт. Дэвис стала одним из основателей женской дискуссионной группы Кенсингтонское общество вместе с Элизабет Гаррет Андерсон, Барбарой Бодишон, Доротеей Бил и Фрэнсис Мэри Басс, которые безуспешно ходатайствовали перед парламентом о предоставлении женщинам избирательных прав.
Дэвис начала кампанию за право женщин на образование, а также на получение учёной степени и квалификации преподавателя. Она активно участвовала в работе лондонского школьного совета и Комиссии по расследованию школьных дел, а также способствовала приёму девочек для сдачи официальных экзаменов в среднюю школу. Дэвис продолжала выступать за приём женщин в университеты Лондона, Оксфорда и Кембриджа. Как и все университеты того времени, они были исключительно мужскими учреждениями.
Дэвис также приняла участие в суфражистском движении, которое сосредоточилось на праве женщин голосовать. Она участвовала в составлении петиции Джона Стюарта Милля в британский парламент в 1866 году, которая была подписана Паулиной Ирби, Элизабет Гаррет Андерсон и ещё 15 тыс. суфражисток и первой подала заявку на избирательное право женщин. В том же году она написала книгу под названием «Высшее образование для женщин».

## Гёртон-колледж
В 1869 году Дэвис возглавила кампанию по созданию первого в Великобритании женского колледжа при поддержке Фрэнсис Басс, Доротеи Бил и Барбары Бодишон. Гёртон-колледж изначально располагался в Хитчине, графство Хартфордшир, и первой его управляющей стала Шарлотта Мэннинг. Затем, в 1873 году, колледж переехал на окраину Кембриджа.
Дэвис решительно выступала за качество учебных программ, эквивалентных тем, которые предлагались мужчинам того времени. Несмотря на то, что Сенат отклонил её предложение официально разрешить женщинам присутствовать на экзаменах, Дэвис продолжала готовить студентов к выпускным экзаменам Кэмбриджа неофициально.
Дэвис стала управлять колледжем в 1873—1875 годах, а затем занимала пост секретаря до 1904 года. Первые полные дипломы Кембриджского университета колледж начал выдавать женщинам только в 1940 году.
Настойчивая борьба Дэвис за равное образование для женщин сыграла важную роль также в создании в 1875 году Ньюнэмского колледжа, который возглавила Энн Джемима Клаут. В июне 1901 года Дэвис получила почётную степень доктора права в Университете Глазго.
Дэвис также продолжала работу в рамках борьбы за избирательное право женщин. В 1906 году она возглавила делегацию в парламенте. Она была известна тем, что выступала против радикальных и насильственных методов, используемых суфражистской частью женского избирательного движения, возглавляемого Панкхёрст. В 1910 году Дэвис опубликовала Размышления по некоторым вопросам, касающимся женщин.
Эмили Дэвис умерла в Хампстеде, Лондон, 13 июля 1921 года.

## Цитаты
Многие люди без колебаний ответят, что единственная цель, к которой нужно стремиться, идеал, которого стоит придерживаться в воспитании женщин, — это стремление быть хорошими жёнами и матерями. И ответ вполне разумный, насколько это возможно, и аргументированный. Ясно, что никакое образование не было бы хорошим, если бы оно не было направлено на создание хороших жён и матерей; и то, что поможет стать хорошими жёнами и матерями, вероятно, будет лучшим возможным образованием. Но сделав это признание, необходимо указать, что образование, цель которого таким образом ограничена, скорее всего, не позволит достичь этого в полной мереЭмили Дэвис, Высшее образование для женщин, стр. 10-11
Что действительно нужно женщине, так это чтобы она всегда была приятным собеседником. В той мере, в какой образование может помочь приобрести или улучшить это качество, оно делает это, расширяя кругозор, развивая остроумие и позволяя ярче раскрыть способность пониманияЭмили Дэвис, Высшее образование для женщин, стр. 27

## Наследие
30 июня 2019 года в Гёртон-колледже Кембриджа баронесса Бренда Хейл, председатель Верховного Суда, открыла синюю мемориальную доску, посвящённую основателям Эмили Дэвис и Барбаре Бодишон, в рамках празднования 150-летия колледжа. Мемориальная доска установлена на здании главной башни у въезда в Гёртон со стороны Хантингдон-Роуд.